# هارلان هاغن
هارلان هاغن (بالإنجليزية: Harlan Hagen)‏ هو محامي وسياسي أمريكي، ولد في 8 أكتوبر 1914 في الولايات المتحدة، وتوفي في 25 نوفمبر 1990 في نفس البلد. حزبياً، نشط في الحزب الديمقراطي. وقد انتخب عضو جمعية ولاية كاليفورنيا وانتخب عضو مجلس النواب الأمريكي.